# Гора-останець «Бабин писок»
Гора́-оста́нець «Ба́бин пи́сок» — геологічна пам'ятка природи місцевого значення в Україні. Розташована в межах Кам'янець-Подільського району Хмельницької області, неподалік від південно-східної околиці села Колодіївка. 
Площа 1,5 га. Статус надано згідно з рішенням облвиконкому від 4.09.1982 року № 278. Перебуває у віданні: ДП «Староушицький». 
Статус надано з метою збереження геологічно-ботанічного природного комплексу на пагорбі за назвою «Бабин писок». Це унікальний зразок вивітрювання гірських порід Тортонського ярусу неогенової системи. На схилах пагорба є скелі та гроти. У трав'яному покриві — полин, звіробій, чебрець, буркун, деревій, гвоздика, ведмедяче вухо тощо. 
Гора-останець «Бабин писок» входить до складу національного природного парку «Подільські Товтри».